# Dygnsrytm

Faktorer som påverkar människans dygnsrytm.

Dygnsrytmer eller cirkadianska rytmer (från latinets circa dies, "ungefär en dag") är de processer hos levande organismer, som är inbyggda och regelbundet cykliska med en period av ungefär ett dygn. Sådana rytmer finns hos ett mycket stort antal organismer, från enkla organismer som cyanobakterier, till svampar, växter och djur. Dessa inre biologiska klockor styr ett antal andra processer, som ämnesomsättningen, födointaget och växlingar mellan vila och aktivitet.
Centrala egenskaper hos dygnsrytmer är att de har en periodlängd på cirka ett dygn och att de kan anpassa sig efter intryck från omgivningen, så kallade zeitgebers,  men även fortgå om organismen befinner sig i en miljö utan dem, genom att organismen själv fortsätter att generera signalerna autonomt, så kallad free-running.
Människor uppvisar individuella skillnader i dygnsrytm och kan delas in i kronotyperna morgonmänniskor (A-människor – kvällströtta, morgonpigga), natt-/kvällsmänniskor (B-människor, "nattugglor" – som är piggast på kvällen och föredrar att gå till sängs sent) respektive varken eller. Indelningen baseras på hur hormonnivå, kroppstemperatur, kognitiva förmågor, hunger och sömnighet varierar under dygnet. En förekommande förklaring är att vissa personer har en inre klocka med periodicitet som är längre än 24 timmar och därför tenderar att förskjuta dygnsrytmen.

## Störd dygnsrytm
Störd dygnsrytm är en diagnos som ingår i sömnstörningar enligt standarden DSM-IV och kan leda till sömnbrist. Problem med dygnsrytmen kan förorsakas av en diagnostiserbar sjukdom, och även påverkas av livsstil, exempelvis nattligt datoranvändande, bristande sömnvanor, skiftarbete, jetlag, kaffe, rökning, alkohol och narkotika. Förskjuten dygnsrytm kan förorsakas av brist på ljus dagtid, exempelvis vintertid i områden långt från ekvatorn eller till följd av blindhet. Problem med dygnsrytmen kan förorsakas av insomni (sömnlöshet), vilket i sin tur kan bero på stress (exempelvis arbete strax innan man går till sängs) och depression, liksom på schizofreni, och kan förvärra bipolär sjukdom. Exempel på behandlingar som förekommer är motion, bokläsande, ljusterapi, KBT, melatonin och sömnmedel. Kombinerad ljus- och vakenhetsterapi kallas kronoterapi, och används i antidepressivt syfte.

## Grundläggande egenskaper hos cirkadianska rytmer
Även om mekanismerna för kroppens urverk varierar mellan olika organismer så har den vissa egenskaper som är gemensamma hos många olika arter. Hos djur, växter och svampar avläser (transkriberar) celler en eller flera "daggener" och producerar proteiner enligt instruktionen. Dessa proteiner får cellen att öka mängden av andra proteiner, som i sin tur hämmar bildningen eller aktiviteten hos de förstnämnda proteinerna. Cellens koncentration av de olika proteinerna kommer att pendla fram och tillbaka. Den exakta periodlängden kan variera något beroende på art, men ligger vanligen mellan 22 och 25 timmar. Då de olika klockproteinerna påverkar andra processer i cellen kommer deras pendling att skapa en dygnsrytm.
Eftersom det är en inre process som fortgår av sig själv behöver organismen inga signaler från omgivningen för att följa sin egen rytm. Klockproteinerna kan dock (indirekt) påverkas av externa stimuli, så kallade zeitgebers (tyska för tidgivare). Den process genom vilken externa stimuli ställer om dygnsrytmen kallas för entrainment (synkronisering).
Vilka externa stimuli som kan fungera som zeitgebers är olika för olika arter, men den viktigaste och kanske mest kända för de flesta arter är ljus. Andra zeitgebers är till exempel temperaturförändringar  och sociala stimuli (jämför väckarklocka). En annan intressant egenskap hos de så kallade inre klockorna hos olika organismer, som man inte fullt förstår, är att de inte påverkas av pH eller djurets kroppstemperatur (förändringar i omgivningstemperaturen kan hos vissa arter signalera till organismen när det blir morgon respektive kväll, men trots att så gott som alla kända kemiska reaktioner går snabbare vid ökande temperatur bibehåller dygnsrytmen sin rytmicitet oberoende av organismens egen temperatur och pH).

### Periodlängd (τ), fas (Φ) och fasrespons

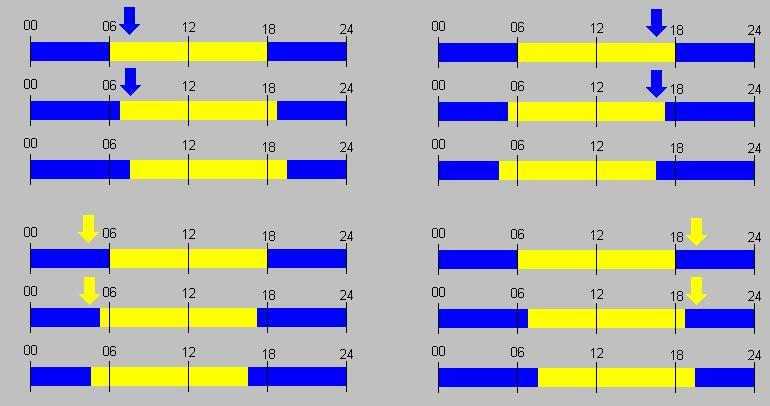
Sambandet mellan förändring i den inre klockans fas och fasen då organismen exponeras för en zeitgeber. Siffrorna är klockslag. Gula pilar indikerar att organismen exponeras för en zeitgeber som associeras med dag, som ljus, medan blå pilar indikerar att organismen exponeras för en zeitgeber som associeras med natt, som mörker. Bilden visar fyra möjliga exempel på zeitgeberexponering, vart och ett under tre på varandra följande dygn. Uppe till vänster: mörker på morgonen, då organismen förväntar sig att det är dag, kommer att leda till en fasförsening (klockan vrids tillbaka). Uppe till höger: mörker på kvällen, innan organismen förväntar sig natt, kommer att leda till en fasframskjutning (klockan vrids framåt). Nere till vänster: ljus på morgonen, innan organismen förväntar sig det, kommer att leda till en fasframskjutning. Nere till höger: ljus på kvällen, efter det att organismen förväntar sig natt, kommer att leda till en fasförsening.

En cirkadiansk rytm kännetecknas av att den har en bestämd periodlängd, det vill säga att varje upprepning tar en viss tid. Periodlängden betecknas ofta med den grekiska bokstaven tau (τ), och är för de flesta organismer ungefär 24 timmar. Om en organism hålls i konstanta förhållanden, det vill säga med en konstant ljusmängd och temperatur dygnet runt, kommer djuret att följa ett dygn vars längd beror på dess inre klockas egen periodlängd. Med tiden kan således organismens inre klocka successivt avvika allt mer från den verkliga tidens förlopp.
Eftersom den biologiska klockan skapas genom att gener turas om att undertrycka varandra så ligger det nära till hands att försöka avla fram organismer som har en inre klocka med längre eller kortare periodlängd. Man kan även manipulera τ hos en organism med läkemedel eller hormoner som påverkar klockproteinerna, eller genom att manipulera miljön organismen befinner sig i. Organismens ålder påverkar också periodlängden hos den inre klockan. Hos vissa organismer, exempelvis människor, förkortas τ med ökande ålder medan τ hos andra organismer, till exempel möss, istället förlängs med ökande ålder. Det är också möjligt att förändra τ genom att i laboratoriemiljö utsätta organismer för artificiella dygn som är kortare eller längre än 24 timmar. Kackerlackor som exponeras för 22-timmarsdygn utvecklar kortare periodlängd än kackerlackor som exponeras för 26-timmarsdygn, och dessa effekter kan kvarstå under lång tid efter att experimentet är avslutat.
Den tidpunkt på den inre klockan då organismen förväntar sig att en viss vald händelse (exempelvis att solen går upp eller ner) ska äga rum kallas för en fas, och brukar betecknas med den grekiska symbolen phi (Φ). Eftersom pendlingen mellan de olika klockproteinerna inte går på exakt 24 timmar, och tidpunkten för solens upp- och nergång beror på olika faktorer som kan variera under året, måste den inre klockan kunna ställa om sig som reaktion på yttre signaler. Dessa yttre zeitgebers kan förskjuta pendlingens fas (det vill säga vilket "klockslag" organismens inre klocka står på) antingen framåt eller bakåt. Om zeitgebern får den inre klockan att ställas fram eller vridas tillbaka , beror på under vilken fas organismen exponeras för zeitgebern (se figur). 

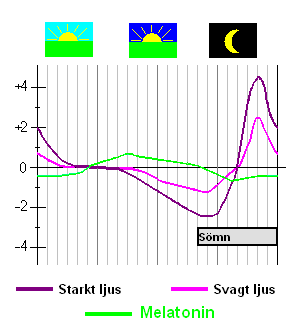
Exempel på hur tre fasresponskurvor för starkt ljus, svagt ljus och melatonin kan se ut för en tänkt organism. Bilden visar hur kraftig dygnsrytmförskjutning olika zeitgebers kommer att ge beroende på när under det subjektiva dygnet organismen exponeras för dem. Samtliga kurvor är så kallade typ 1-fasresponskurvor (se texten).

 Sambandet mellan den fas då en organism exponeras för en zeitgeber och hur fasen påverkas kan också uttryckas grafiskt som en så kallad fas-respons-kurva (PRC, phase response curve). Hur kraftigt en zeitgeber påverkar dygnsrytmen beror alltså dels på vid vilken fas i sin dygnsrytm organismen utsätts för zeitgebern, och dels dess intensitet. Ju intensivare en zeitgebersignal är, desto mer kommer klockproteinerna och därigenom dygnsrytmen att påverkas av den. Starkt ljus har alltså förmågan att ändra den inre klockan mer än svagt ljus.
Under en stor del av den subjektiva dagen (det vill säga den tid som den inre klockan tror är dag), kommer ljus inte att leda till någon fasförskjutning alls. Det symboliseras i fasresponskurvan av att linjen ligger nära 0-strecket. Även om någon tydlig fasförskjutning inte sker verkar ljus mitt på dagen ändå ha en viss betydelse för dygnsrytmen. Ljus på den subjektiva kvällen och förnatten kommer att vrida tillbaka den inre klockan, medan ljus på den subjektiva efternatten kommer att vrida den framåt.

### Stark och svag fasförskjutning: Typ 0- respektive typ 1-respons

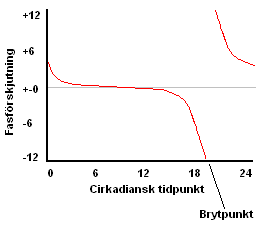
Ett exempel på en så kallad typ 0-fasresponskurva. Ett stimulus som ges vid brytpunkten kan förskjuta den inre klockan med upp till ett halvt dygn.

Fasresponskurvor kan ha två principiellt olika utseenden, beroende på organism och på zeitgeberstimulits intensitet (exempelvis ljusstyrka om man använder ljus som zeitgeber). Man skiljer således mellan typ 0-fasresponskurvor och typ 1-fasresponskurvor. Typ 1-fasresponskurvor kännetecknas av att dygnsrytmens reaktion på en zeitgeber är förhållandevis liten (ett par timmar som mest). Ett exempel på en typ 1-fasresponskurva kan ses ovan. En typ 0-fasresponskurva på andra sidan kännetecknas av att det två gånger per cirkadianskt dygn finns en tidpunkt där klockproteinernas koncentrationer är i jämvikt med varandra. När klockproteinerna turas om att öka och minska måste de ju mötas på mitten nånstans. En zeitgeber som levereras vid jämviktspunkten kan skifta dygnsfasen så att klockproteinet som var på väg upp går ner och det som var på väg ner går upp. Den kan alltså förskjuta dygnsrytmen med upp till 12 timmar framåt eller bakåt. Om en organism reagerar med typ 0-respons eller typ 1-respons beror dels på vilken art organismen tillhör, men också på stimulits intensitet. Genom att öka stimulusintensiteten, exempelvis ljusstyrkan om man använder ljus som zeitgeber, kan man få en organism som normalt uppvisar en typ 1-fasresponskurva för ljus att reagera med en typ 0-respons istället. En studie har funnit att människor, som exponeras för starkt ljus vid tre dygn i följd på morgonen, kan svara med en så kallad stark fasförskjutning, det vill säga en typ 0-respons.

### Fasvinkel (ψ)
Den subjektiva, eller cirkadianska, tiden (det vill säga den tid på dygnet som organismens inre klocka tror att det är) kan stämma mer eller mindre väl överens med den objektiva tiden på dygnet. Det tydligaste exemplet på när den cirkadianska och den objektiva dygnsfasen skiljer sig åt är kanske jetlag. Skillnaden i cirkadiansk tidpunkt och objektiv tidpunkt kan uttryckas antingen i ungefärligt antal timmar eller som en så kallad fasvinkel, det vill säga ett gradtal. Skillnaden mellan cirkadiansk och objektiv tidpunkt betecknas med den grekiska bokstaven psi (ψ). Om man uttrycker ψ som ett gradtal, avser ψ på 180° en skillnad mellan subjektiv och objektiv fas på 12 timmar.

### Entrainment och zeitgeber (Synkronisering och tidgivare)

#### Ljus som zeitgeber
Ljus är kanske den zeitgeber som har mest universell effekt. Det fungerar som zeitgeber på så gott som alla studerade organismer, inklusive sådana som lever i konstant mörker. Organismen känner av ljus i omgivningen med hjälp av ett ljuskänsligt pigment, som antingen finns i näthinnan (hos ryggradsdjur) eller i andra celler (hos insekter och växter). Växter har tre olika klasser av ljuskänsliga pigment förutom klorofyll, nämligen fytokromer, som framför allt är känsliga för rött ljus, men även lite för blått , kryptokromer, som framför allt är känsliga för blått ljus men som också används som signalmolekyler för att signalera till växten när fytokromerna fångar upp ljus, och fototropiner, som inte är inblandade i själva dygnsrytmregleringen utan styr växternas fototropism, det vill säga deras benägenhet att rikta sig mot en ljuskälla. Växten reglerar sin egen ljuskänslighet under dygnet, genom att bildandet  av fytokromer och kryptokromer inte är konstant under dygnet utan högst på morgonen och några timmar därefter. Detta gör att det är då som känsligheten för ljus är som störst.
Däggdjur särskiljer sig från övriga djur genom att de celler som härbärgerar den inre klockan inte själva är känsliga för ljus, utan att särskilda strukturer i ögat tar emot information som sänds vidare till den inre klockan. Hos groddjur, leddjur, fiskar och fåglar är celler som är känsliga för ljus och kan styra den inre klockan inte enbart lokaliserade till näthinnan. Hos bananflugor och sebrafiskar är det till och med så att enskilda celler från olika delar av kroppen inte bara har en egen dygnsrytm som är oberoende av resten av organismens (det vill säga att om man tar celler från en bananfluga och transplanterar till en annan bananfluga med en annan dygnsrytm kommer de transplanterade cellerna att behålla sin ordinarie dygnsrytm), utan de enskilda cellerna är också känsliga för ljus och kan ställa om sin dygnsrytm efter det. Den ljuskänslighet som de enskilda cellerna har, och som alltså inte kräver något öga för att ta emot ljus, kommer sannolikt från kryptokromer, åtminstone verkar det vara fallet hos zebrafiskar. Hos däggdjur, däremot, har man inte kunnat påvisa någon direkt ljuskänslighet hos klockor i perifer vävnad, även om även däggdjur har klockor i olika celler i kroppen. 

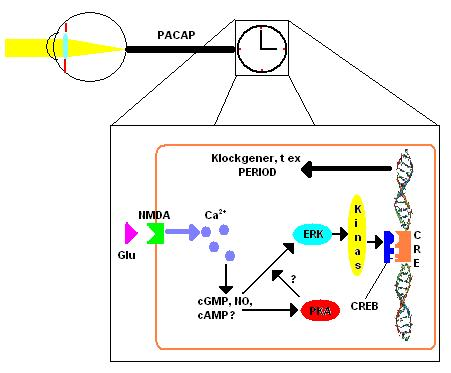
Figuren visar hur ljus signalerar till den inre klockan hos däggdjur. När ljus faller på näthinnan fångas det upp av celler som innehåller pigmentet melanopsin. Dessa celler skickar nervsignaler till den inre klockan i nucleus suprachiasmaticus. Nervcellerna från näthinnan frisätter signalsubstansen glutamat, som binder till speciella receptorer på cellerna som utgör den inre klockan. Detta sätter igång en serie biokemiska reaktioner inne i cellen, som till slut leder till förändringar i cellens uttryck av olika gener, och omställning av den inre klockan.

 Hos däggdjur kommer istället ljusintryck enbart via ögat, och tas emot av särskilda pigmentinnehållande celler i näthinnan. Dessa celler är inte de vanliga tapparna och stavarna, vilka tar emot syninformation, utan andra celler, speciellt avsedda just för att förse den inre klockan med information om ljus. Det har under början av 2000-talet rått delade meningar om huruvida detta pigment är kryptokrom eller det med tapparnas färgpigment besläktade melanopsin. Båda pigmenten uttrycks i celler i näthinnan och båda har i studier där man inaktiverar eller avlägsnar dem hos försöksdjur visat sig kunna störa försöksdjurets känslighet för ljus som zeitgeber. Melanopsin absorberar dock ljus inom den del av spektret som effektivast påverkar dygnsrytmen, och dessutom är det just de melanopsininnehållande cellerna i näthinnan som har kontakt med nucleus suprachiasmaticus, den del av hjärnan från vilken dygnsrytmen styrs hos däggdjur. Även de vanliga syncellerna, det vill säga de tappar och stavar som används för själva seendet, kommunicerar indirekt med de melanopsininnehållande cellerna som i sin tur kommunicerar med den inre klockan i nucleus suprachiasmaticus.

#### Temperaturförändringar som zeitgeber
Förändringar i omgivningstemperatur kan också ställa om den inre klockan hos ett flertal olika arter. Mest känsliga är växelvarma djur. Det verkar finnas flera olika mekanismer för hur temperaturförändringar påverkar dygnsrytmen hos olika organismer. Bland annat kan det ske genom att påverka nedbrytning och transkription av olika proteiner som är inblandade i själva klockmekanismen (se nedan) eller genom att ändra antalet fosfatgrupper som är bundna till klockproteinerna och även andra egenskaper hos dessa. Hos ett flertal alger och växter har man funnit att chocker av högre eller lägre temperatur än omgivningstemperaturen kan ställa om den inre klockan. Både stark och svag fasrespons (se ovan) som resultat av temperaturchocker har observerats. Den exakta mekanismen för hur temperaturförändringar leder till entrainment är inte känd för alla organismer. Hos svampen Neurospora crassa har man främst intresserat sig för ett protein som benämns FRQ (FREQUENCY), som finns i två olika varianter, och där proportionerna mellan de två varianterna är temperaturberoende. Vissa studier har tagits som stöd för den här hypotesen, men andra studier har antytt att det kan vara mer komplicerat än så, och mycket talar för att FRQ-proteinet har någon annan roll än just att ställa om klockan utifrån temperaturförändringar.
Även växter är känsliga för temperatur. Mekanismen är inte känd. Om man hos backtrav stänger av generna PRR7 och PRR9 (Pseudo-Response Regulator 7 resp 9) förlorar växter förmågan att reagera på temperatur, men växternas dygnsrytm störs på flera andra sätt också, som inte har direkt med temperaturkänslighet att göra. Det kan tala för att PRR7 och PRR9 sannolikt har någon centralare funktion "längre nedströms". Växter kan känna av kraftiga variationer i temperatur genom att det påverkar cellmembranets egenskaper och aktiviteten hos olika enzymer och jonkanaler genom cellmembranet genom vilka kalciumjoner kan flöda in och ut ur cellen. Man vet att just temperaturberoende in- och utflöde av kalciumjoner delvis styr gener hos växter som har att göra med tolerans för låga temperaturer, men det är osäkert om det är detta som styr även temperaturkänsligheten för dygnsrytmer. Man har också föreslagit att gibberellinsyra, ett hormon som växter använder för att styra bland annat tillväxt och frögrodd, kan vara inblandat i växternas förmåga att känna av temperatur.
Leddjur, både insekter och kräftdjur, är också känsliga för temperaturförändringar som zeitgeber. Hos fruktflugor styr bland annat temperaturförändringar via dygnsrytmen när de vuxna flugorna kommer ut ur sina puppor. Även fruktflugors vilo- och aktivitetsrytm under dygnet kan styras med hjälp av rytmiska temperaturförändringar.
Hos ryggradsdjuren är det framför allt de kallblodiga djuren som är känsliga för temperatur. Ett problem i många studier på kallblodiga djur är att temperatur dels verkar ha effekten att ställa om klockan och dels verkar ha effekten att i sig själv påverka insöndringen av mörkerhormonet melatonin, som är en markör som ofta används i dygnsrytmstudier. Det är allmänt känt, även från andra organismer och då andra zeitgebers studeras, att en zeitgebersignal förutom att ställa om klockan kan ha en "akut" effekt på studerade parametrar. Man har dock funnit att pulser av låg temperatur kan ställa om klockan hos bland annat ödlor. Hos varmblodiga djur är temperatureffekterna mindre uttalade, och det föreligger större skillnader mellan olika individer i känslighet för temperatur. Hos påsmöss, som är heteroterma, ser man dock en tydligare förmåga att svara på temperaturförändringar. Om detta är specifikt för just påsmöss, eller om det gäller allmänt för heteroterma djur att de är känsligare för temperaturförändringar är inte känt. Man har däremot föreslagit att temperatur kan användas av både varm- och kallblodiga djur som ett eget sätt att styra sin dygnsrytm och framför allt att samordna de olika klockor som finns i olika delar av organismen (flercelliga djur har inte endast en klocka, utan enskilda celler även utanför den del av hjärnan som är säte för själva "huvudklockan" kan ha egna klockor). Man har föreslagit att djur genom att antingen via förändrat beteende (hos växelvarma djur) eller genom hormoner (hos jämnvarma djur) påverkar sin kroppstemperatur, och att detta i sin tur kan användas som en signal som kan styra den inre klockan. Även om jämnvarma djur inte är lika känsliga som växelvarma djur för förändring av den yttre temperaturen (de effekter som beskrivits på dygnsrytmen är vanligen små) har de kvar en känslighet för temperatur, vilket bland annat visas av att det går att fasförskjuta dygnsrytmen i odlade nervceller från den inre klockan hos råttor genom att utsätta cellerna för värmepulser.

#### Sociala stimuli som zeitgeber
Med sociala stimuli menar man interaktion med andra individer, antingen av samma art eller av en annan art. Det kan till exempel röra sig om andra flockmedlemmar hos flockdjur eller om potentiella bytesdjur eller rovdjur. Sociala stimuli som zeitgeber har framför allt studerats hos däggdjur. Det är ett område som är förknippat med vissa forskningsmetodiska svårigheter: djurs beteende kan helt klart påverkas av andra djurs beteende, och en konsekvens av förändringar i djurs beteende är att deras exponering för solljus kan förändras. Det innebär att man i studier på något sätt måste skilja mellan om det är sociala stimuli som själva direkt påverkar dygnsrytmen, eller om sociala stimuli helt enkelt förändrar ett djurs beteende så att dess exponering för ljus förändras, och att det sedan är ljuset som påverkar dygnsrytmen.
Hos många djur finns en mätbar dygnsrytm redan under fostertiden, som styrs via bland annat dopamin och melatonin från modern. Efter födseln minskar djurens inre klocka sin känslighet för dopamin, och blir istället känslig för ljus. Hos vissa gnagare, till exempel kaniner, behåller ungarna en känslighet för stimuli från modern. Nyfödda kaninungar befinner sig i bohålan hela dygnet och exponeras alltså inte för solljus. Modern besöker boet endast korta stunder för att ungarna ska kunna dia, och detta sker vid regelbundna tider på dygnet. Ungarna blir aktivare redan ett par timmar innan modern brukar komma, och den här periodiska aktivitetshöjningen vid den tidpunkt då modern brukar komma kvarstår i flera dygn, även om modern inte skulle dyka upp, vilket talar för att det är en sant cirkadiansk process. Det är osäkert hur detta styrs, och det är inte ens säkert att förmågan att förutsäga födointag styrs via den suprakiasmatiska kärnan (se nedan).
Även vuxna djur påverkas av sociala stimuli. Hos vissa grottlevande fladdermusarter har man funnit att djur som hålls i en bur inne i grottan bibehåller sin dygnsrytm om andra, fria fladdermöss finns i samma grotta, men inte om de hålls under identiska förhållanden fast avskilda från sina artfränder. Detta är dock ett strikt artspecifikt fenomen, och gäller inte alla fladdermusarter. Den exakta mekanismen för hur sociala stimuli påverkar den inre klockan är inte känd, men det finns två huvudsakliga hypoteser. Enligt den ena hypotesen, den så kallade arousalhypotesen, är det så att alla stimuli som påverkar ett djurs vakenhetsnivå har förmågan att påverka djurets dygnsrytm.. Man tänker sig alltså att när de andra djuren är vakna kommer de att interagera med det enskilda djuret, och detta leder till en ökad vakenhetsnivå vilket i sin tur påverkar dygnsrytmen. En annan hypotes är att entrainment sker genom artspecifika doft- eller ljudsignaler. Deguer är till exempel känsliga för sociala stimuli som zeitgeber, en känslighet som försämras om man bränner bort luktcellerna i djurets nos. Vidare verkar luktstimuli hos vissa djur påverka känsligheten för ljus, och därmed indirekt kunna ställa om klockan. Hos fruktflugor verkar också luktsignaler vara inblandade i social reglering av dygnsrytm, och här är bevisen starkare än för deguer, då flera av de studier som gjorts på deguer har metodologiska svagheter.

#### Fysisk aktivitet som zeitgeber
Hos ett flertal däggdjur är också fysisk aktivitet en zeitgeber. Huruvida det verkar via en allmän ökning av djurets vakenhetsgrad eller via någon annan mekanism är inte känt. Effekten är olika stor hos olika djurarter, och hamstrar är till exempel mycket känsligare än råttor. Hos människor kan också fysisk aktivitet vara en zeitgeber. Flertalet studier som gjorts inom området är dock små, och har olika metodologiska problem. Fysisk aktivitet har inte heller studerats på alla tider på dygnet.  Det är oklart om effekten beror på fysisk aktivitet direkt eller på indirekta effekter, såsom ändrad kroppstemperatur eller ljusexponering.

#### Födointag som zeitgeber

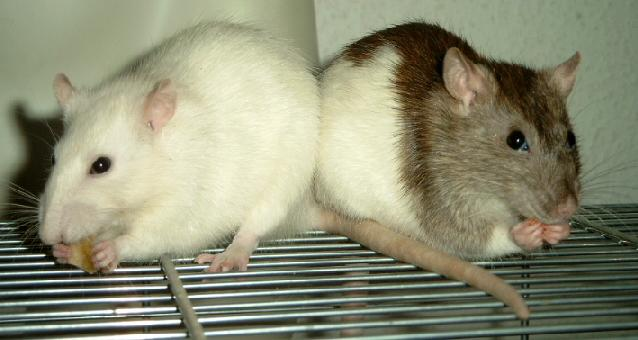
Förmågan att förutsäga måltider verkar styras av en särskild klocka som är skild från den inre klocka som styr övriga beteenden hos djur.

Just födointag som cirkadiansk zeitgeber har väckt en del intresse, eftersom dess effekter på organismer inte liknar övriga zeitgebers. Redan 1922 upptäckte man att råttor som ges mat vid regelbundna tider relativt snabbt lär sig att förutse när de kommer att få mat, och ökar sin fysiska aktivitet före den tidpunkt de brukar utfodras. Denna aktivitetsökning benämns i litteraturen food anticipatory activity, och förkortas FAA. Om man skadar den del av hjärnan som styr dygnsrytmen hos däggdjur, den så kallade suprakiasmatiska kärnan, försvinner djurets dygnsrytm och djuret blir arytmiskt. Dock kvarstår fortfarande förmågan att förutsäga regelbundna måltider. Även om djuret inte får någon mat kommer det fortfarande att visa ökad aktivitet vid den tid på dygnet där det fått mat tidigare. Dygnsrytmen för matintag verkar därför styras från någon annan struktur. Man har också visat att djuren uppvisar en ökad aktivitet samma tid på dygnet i flera dygn även om de inte får mat, vilket tyder på att beteendet verkligen styrs av en inifrån genererad dygnsrytm. Om nattaktiva råttor får mat på dagtid kommer de att börja bli aktiva strax innan mattillfället, trots att det är ljust och deras suprakiasmatiska klocka fortfarande är ställd på att det är dag. En intressant egenhet hos dygnsrytmen för föda är att den bara ses när födotillgången är begränsad. Det verkar dock som att dygnsrytmen genereras även när födotillgången är obegränsad, men att det bara är vid begränsad födotillgång som den är kopplad till FAA-beteende.
Man har i olika studier funnit att de proteiner som ingår i alstrandet av dygnsrytm i den suprakiasmatiska kärnan också uttrycks i andra celler, både i andra delar av hjärnan och i andra vävnader. Födointag vid bestämda tider styr uttrycket av dessa proteiner i olika delar av hjärnan (dock inte i den suprakiasmatiska kärnan) och levern. Försök att förskjuta försöksdjurs dygnsrytm med ljus påverkar uttrycket av klockproteiner i levern om djuren har fri tillgång till föda, men inte om de bara har begränsad tillgång till föda och ges föda vid bestämda tidpunkter. Eftersom mat når organismen via mag-tarmkanalen har det föreslagits att den inre klockan som styr FAA-beteende skulle sitta här. I en studie där man genmodifierat möss så att de uttryckte proteinet luciferas, ett ljusalstrande protein som bland annat finns hos eldflugor samtidigt som de uttryckte proteinet PERIOD (ett protein inblandat i alstrandet av dygnsrytmer, se mer nedan), så kunde man se att levercellerna relativt snabbt ställde in sin dygnsrytm efter mattiderna, och att även cellerna från lungorna till viss grad påverkades i sin dygnsrytm av måltider, men att cellerna i den suprakiasmatiska kärnan inte påverkades alls. Även hos råttor som har gjorts cirrotiska med hjälp av levergiftet koltetraklorid behåller dock sin förmåga att förutsäga regelbundna födointag, trots att deras leverfunktion för övrigt är svårt skadad.
Ett flertal studier har genomförts där man skadat olika delar av hjärnan hos försöksdjur för att se om de behåller sin födorelaterade dygnsrytm, med varierande och delvis motstridiga resultat. Detta har fått vissa att föreslå att FAA inte alstras av en specifik struktur i hjärnan eller ett specifikt organ i kroppen, utan genom ett samspel mellan olika delar av hjärnan. Den mekanism genom vilken födointag påverkar dygnsrytmen är inte känd, och det finns också en del fynd som tyder på att den molekylära mekanism genom vilken magtarmkanalens dygnsrytm alstras delvis skiljer sig från den genom vilken hjärnans dygnsrytm alstras. Ett nyligen presenterat kandidatområde är ett område i hypotalamus, DMH, eftersom djur som fåtts att selektivt uttrycka klockgener i DMH har en fungerande födostyrd klocka men inte någon ljuskänslig klocka.

#### Interaktion mellan olika zeitgebers
På nordliga breddgrader där det kan råda midnattssol är temperatur en viktigare zeitgeber för insekter än ljus. Hos lägre stående djur kan temperatur vara viktigare än ljus (se ref i Ruby (1999).

## Evolution
Man tänker sig att förmågan att på något sätt själv hålla koll på tiden med en inre klocka är relativt gammal, och att den utvecklats i en miljö där någon viktig omgivningsfaktor har varierat beroende på tid på dygnet. En sådan faktor som har föreslagits är ultraviolett ljus framför allt under prekambrium då atmosfären inte hade något skyddande ozonskikt. Vattenlevande smådjur går ofta ner till djupare vatten dagtid, och man har funnit att de gör detta som en reaktion på ultraviolett ljus, möjligtvis då ultraviolett ljus är skadligt för DNA. Vidare finns det så stora molekylära likheter mellan ett enzym för att reparera UV-orsakade mutationer och kryptokrom, ett av de fotopigment som anses vara inblandat i signalvägarna genom vilka ljus kan påverka dygnsrytmen (se nedan), att man tänker sig att kryptokrom helt enkelt evolutionärt har utvecklats ur DNA-reparerande enzymer. En hypotes är således att det allra tidigaste exemplet på dygnsrytm var just hos små vattendjur, som genom dygnsrytm hade förmågan att förutse soluppgång och därmed ökad mängd UV-strålning. Vidare verkar det som att utvecklingen av ljuskänsliga kryptokromer ur DNA-reparerande enzymer skett flera gånger under evolutionen: både djur och växter har nämligen kryptokromer som har stor likhet med DNA-reparerande enzymer, men kryptokromerna hos djur verkar ha utvecklats ur delvis andra enzymer än kryptokromerna hos växter. De kryptokromer som växter har, utvecklades troligen innan växter och djur började skilja sig åt evolutionärt, men har sedan förlorats hos djur.
Förmågan att hålla reda på tiden på dygnet har en mängd evolutionära fördelar hos ett flertal olika organismer. Hit hör till exempel minskad risk att falla offer för rovdjur, beroende på att djuren håller sig mer stilla under sin viloperiod, vidare samordning mellan hanar och honor inom en art för när de ska para sig samt fåglars och andra djurs flyttning och vinterdvala. 
Sannolikt har dock dygnsrytmen även andra funktioner, eftersom man har hittat system för att hålla reda på tid på dygnet även hos organismer som lever i grottor i konstant mörker. Även bananflugor som levt under flera hundratals generationer i mörker kan behålla förmågan att reagera på ljuspulsar med att skifta tiden framåt eller bakåt i sin interna klocka, vilket talar för att den inre klockan har någon annan uppgift förutom att anpassa djuret till en omgivning med dagar och nätter. Man har tänkt sig att denna funktion till exempel kan vara att koordinera inre biologiska och biokemiska processer, även om det ännu enbart får betraktas som en hypotes.
Oavsett vilken den grundläggande drivkraften har varit bakom utvecklingen av dygnsrytmen föreställer man sig att evolutionen gått till genom att det från början funnits flera olika inre klockor med olika periodlängd, men att vissa sedan "rensats ut" eftersom de inte passat överens med längden på det ordinarie dygnet, så att endast de funnits kvar som har haft en periodlängd på cirka 24 timmar. Denna teori, den så kallade resonansteorin, har fått stöd i viss forskning men inte i annan. Dock måste man ha i åtanke att Klarsfeld och Rouyer undersökte livslängden hos bananflugor, vilket inte är det samma som reproduktiv förmåga, och det är ju den reproduktiva förmågan som anses driva evolutionen. Att skillnaden i överlevnad inte beror på eventuella andra funktioner hos de proteiner som alstrar dygnsrytmen utan är en effekt just av att organismens egen dygnsrytm inte stämmer överens med omgivningens dygn, har visats i studier på moskiter, där icke-muterade moskiter fötts upp i fångenskap där man experimentellt har kunnat variera dygnslängden mellan 24 och 26 timmar. Man såg då att de moskiter som levde under dygn som hade en längd som var nära en multipel av 24 timmar fick mer avkomma än de som levde med en dygnsrytm på 35 timmar.
Om man jämför de gener och de mekanismer som styr alstrandet av dygnsrytmer hos olika organismer finner man relativt stora skillnader, så stora att man antar att dygnsrytmer har utvecklats oberoende av varandra vid flera tillfällen i evolutionen. Det är relativt enkelt att teoretiskt skapa en klockmekanism, det vill säga en biokemisk process som oscillerar med en bestämd periodlängd. Trots detta är dock de flesta klockor betydligt mer avancerade än vad de "borde" behöva vara. Traditionellt har man förklarat det med att det gör klocksignalen stabilare och mindre lättstörd av tillfälliga förändringar i omgivningen.
Hos fotosyntetiskt aktiva prokaryoter finns det tre kända klockgener, nämligen kaiA, kaiB och kaiC, där kai är en förkortning för kaiten, det japanska ordet för att oscillera. Hos vissa bakterier alstras dygnsrytmen av kaiB och kaiC, medan hos andra alstras den av alla tre kai-proteinerna tillsammans. KaiC är det evolutionärt äldsta proteinet, och förutom hos cyanobakterier finns det också hos en del andra bakterier samt bland arkéer. Hos cyanobakterierna utvecklades sedan kaiB, som sedan spreds horisontellt till enstaka andra bakterier och arkéer. KaiA existerar endast hos cyanobakterier. Det är omdiskuterat när de första dygnsrytmerna uppstod, men kai-generna hos cyanobakterier utvecklades för mellan 3,8 och 3 miljarder år sedan och man har hittat korallfossiler som är cirka 400 miljoner år gamla i vars skelett man kan se tillväxtringar som följer ett cirkadianskt mönster.
Man tänker sig att klockgenerna hos enklare organismer, som inte borde ha nytta av att veta vilken tid på dygnet det är, ändå kan medföra ett överlevnadsvärde för de organismer som har dem. Flera hypoteser har framlagts om vari detta överlevnadsvärde skulle ligga. En hypotes är den ovan föreslagna om att vissa organismer utvecklat förmågan för att undvika DNA-skadande effekter av solljus. Cellcykeln hos flercelliga organismer är kopplad till dygnsrytm, och cellernas känslighet för UV-strålning är också kopplad till dygnsrytm. En annan hypotes är att dygnsrytmen har utvecklats i samband med att syrehalten i atmosfären ökade, för att reaktioner som var känsliga för fotooxidering skulle kunna äga rum. Hos de flesta cyanobakterier är kvävefixering en syrekänslig reaktion eftersom enzymet som fixerar kväve inaktiveras av syrgas. En möjlig uppkomstmekanism för fotosyntes hos cyanobakterier har därför föreslagits vara att tidsmässigt kunna separera kvävefixering från den syreproducerande fotosyntesen. Även hos brödmögelsvampen Neurospora crassa, har en dygnsrytm som styr dess reproduktion. En hypotes är att detta har utvecklats för att synkronisera svampens reproduktionsbenägenhet med aktiviteten hos vissa djur, som behövs för att sprida svampen.
Bland djur är den bakomliggande mekanismen bakom dygnsrytm någorlunda väl konserverad, men med en del skillnader, framför allt mellan insekter och ryggradsdjur. En sådan skillnad är att flera av klockgenerna har duplicerats, så att däggdjur många gånger har flera olika varianter av gener som hos insekter bara finns i en variant. Genen för kryptokrom, den så kallade CRY-genen, finns både hos insekter och däggdjur, men har lite olika funktion. Hos däggdjur finns flera CRY-gener, och CRY är direkt inblandad i alstrandet av dygnsrytm, vilket den inte är hos till exempel fruktflugor. Dock finns det andra insektsgrupper, till exempel humlor, som har två versioner av CRY-genen, varav den ena liksom hos däggdjur är inblandad i själva klockmekanismen. Man tänker sig att duplikationer av CRY-genen skett innan insekter och ryggradsdjur skilt sig åt, och att det sedan skett deletioner hos vissa insektsarter. Även om det dock till stor del är samma gener som är inblandade i alstrandet av dygnsrytmsignalen hos insekter och ryggradsdjur, har de delvis fått olika funktioner. En gen som har en funktion hos bananflugor, kan alltså ha en helt annan funktion hos ryggradsdjur.
Tidiga ryggradsdjur utvecklade tallkottkörteln som producerar hormonet melatonin, ett mörkerhormon vars biologiska effekt varierar mellan olika organismer men som produceras under den cirkadianska natten, det vill säga då organismen är inställd på att det är natt, oavsett om organismen är dag- eller nattaktiv. Evolutionärt tros tallkottkörteln ha utvecklats ur samma celltyp som också gav upphov till de ljuskänsliga cellerna i näthinnan. Omvandlingen av ljus till kemiska signaler i fotoreceptorer bygger på ljusets förmåga att ändra strukturen hos retinaldehyd. Eftersom väldigt lite energi krävs för att ändra strukturen så kan detta ske av instabila mellanprodukter som bildas vid nedbrytning av aromatiska aminosyror. Detta leder till att mängden retinaldehyd minskar, genom att det som finns helt enkelt konsumeras i ofördelaktiga reaktioner, vilket leder till att synförmågan hos organismen försämras. Man tänker sig att detta har lösts evolutionärt tack vare två nya enzymer, nämligen arylalkylamin-N-metyltransferas (AANAT) och hydroxiindol-O-metyltransferas (HIOMT). Dessa kunde tillsammans omvandla arylalkylaminer till ofarliga restprodukter. En av de restprodukter som bildades var melatonin. Genom att dela upp melatoninsyntesen och ljuskänsligheten i olika celler minskade vidare risken för att serotonin, en signalsubstans och tillika ett mellansteg i bildandet av melatonin, skulle reagera med retinaldehyd.

## Den biologiska klockans struktur och funktion
Dygnsrytmen alstras av en så kallad biologisk klocka, som kan se olika ut hos olika organismer men som bygger på ungefär samma grundprincip. Principen bakom klockan är antingen att ett antal gener kodar för proteiner som ökar eller minskar uttrycket av andra gener, och dessa påverkar sedan direkt eller indirekt uttrycket av de första generna, eller att proteiner får eller blir av med fosfatgrupper på ett oscillerande sätt, eller en kombination av dessa mekanismer. Denna grundmekanism kan sedan modifieras av inkommande signaler, till exempel ljus.

### Den biologiska klockan hos cyanobakterier

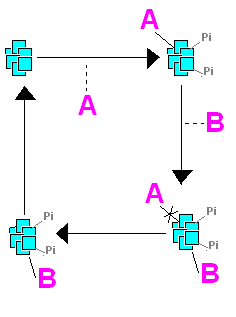
En förenklad bild av den huvudsakliga mekanism som tros ligga bakom alstrandet av en klocksignal hos blågrönalger. Proteinet kaiC, illustrerat som en hexamer av turkosa kvadrater i bilden, har enzymaktivitet och kan både sätta på sig fosfatgrupper (fosforylering) och göra sig av med fosfatgrupper (defosforylering). Normalt är kaiC defosforylerat, men proteinet kaiA kan binda till kaiC, som då börjar fosforylera sig. Fosforylerat kaiC attraherar proteinet kaiB, som blockerar interaktionen mellan kaiA och kaiC, vilket får kaiC att övergå till att börja göra sig av med fosfatgrupper igen. Detta hämmar interaktionen med kaiB och detta i sin tur gör att kaiA kan binda till kaiC igen, och starta om cykeln.

Man trodde länge att cyanobakterier inte hade någon dygnsrytm, eftersom de delar sig mer än en gång per dygn och därför inte borde ha behov av det. Man har dock funnit att cyanobakterier med en fungerande dygnsrytm utkonkurrerar cyanobakterier där man genetiskt tagit bort dygnsrytmen under normala förhållanden (det vill säga 12 timmars ljus och 12 timmars mörker som alternerar), trots att de cyanobakterier som saknar dygnsrytm växer snabbare i konstant ljus. Om bakteriestammar med olika dygnsperiod får växa i kortare eller längre artificiella dygn kommer de bakterier vars cirkadianska period bäst överensstämmer med den yttre perioden att klara sig bäst.
Exempel på processer som styrs cirkadianskt hos cyanobakterier är kvävefixering och reproduktion. Dessutom uttrycks så gott som alla gener cirkadianskt, delvis genom att cyanobakteriers kromosomer är olika tätt packade beroende på tid på dygnet, och det i sin tur styr transkription av olika gener. Den exakta mekanismen för hur klockan fungerar är inte känd, men det finns ett antal olika hypoteser som alla kretsar kring en grupp proteiner som kallas kai. Ett av dessa proteiner, kaiC, kan binda till sig fosfatgrupper, och antalet fosfatgrupper det har bundit till sig varierar beroende på tid på dygnet.
KaiC som isolerat protein har inte fosfatgrupper. Däremot kan det interagera med proteinet kaiA, och när det gör så ändrar kaiC sin biologiska aktivitet och börjar binda till sig fosfatgrupper. Fosforylerat kaiC attraherar i sin tur proteinet kaiB, som hämmar kaiA:s effekt, så att kaiC genomgår en konformationsförändring och börjar göra sig av med fosfatgrupper. När kaiC blir av med fosfatgrupper minskar kaiB:s bindning till kaiC, och cykeln kan starta om. Hela denna cykel går på cirka ett dygn. Denna cykel kan fortgå även utan inblandning av gener, det vill säga att om man tillför de tre kai-proteinerna samt den biologiska fosfatkällan ATP till ett provrör, kommer fosforyleringen av kaiC att variera cykliskt under dygnet. Uttryck av gener är alltså inte nödvändiga för att denna biologiska klocksignal ska alstras hos cyanobakterier. Förutom denna rytm som alstras av cyklisk fosforylering och defosforylering av kai utan inblandning av gener, verkar det också finnas en annan biologisk rytmhållande mekanism hos cyanobakterier. Även hos cyanobakterier där man muterar kaiC så att dess fosforylering störs fortgår nämligen en biologisk rytm. Hur denna klockmekanism alstras är inte känt.

### Den biologiska klockan hos svampar
Ett flertal svampar har en biologisk klocka, som framför allt har blivit studerad hos brödmögelsvampen Neurospora crassa. Den biologiska klockan hos svampar styr bland annat uttrycket av gener som har att göra med svampens skydd mot uttorkning och DNA-skador orsakade av solljus. Sådana gener börjar nämligen uttryckas tidigt på morgonen. Totalt har man upptäckt omkring 180 olika gener hos Neurospora som uttrycks dygnsrytmberoende. Även sporbildningen är dygnsrytmberoende. Svampar är liksom djur eukaryota, (det vill säga deras celler har samma fundamentala uppbyggnad som djurceller, även om det också finns betydande skillnader), och den biologiska mekanism som styr klockan hos svampar liknar också den biologiska klocka som man finner hos djur. Grunden för de biologiska klockor man finner hos såväl svampar som växter och djur är proteiner som indirekt reglerar uttrycket av sig själva.

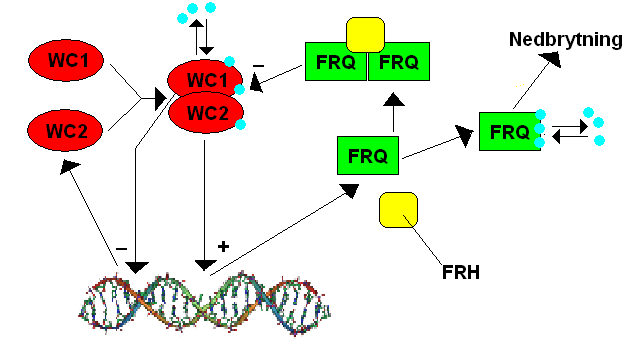
Figuren illustrerar de centrala komponenterna i den mekanism som alstrar dygnsrytmen hos mögelsvampen Neurospora crassa. De turkosa ringarna ska symbolisera fosfatgrupper.

De hos Neurospora viktigaste proteinerna för dygnsrytmen heter FRQ (som står för frequency) och WC (som står för whitecollar). Det finns två stycken whitecollarproteiner, WC1 och WC2, som tillsammans bildar ett proteinkomplex som kallas WCC (Whitecollar complex). Om FRQ-genen muteras kan klockans period ändras, och slås genen ut helt försvinner klockfunktionen och svampen blir arytmisk. Om WC-generna muteras kan svampen också bli arytmisk, eller bli av med sin känslighet för blått ljus (ljus är normalt en zeitgeber för neurospora). Det senare beror på att WC1 i kombination med vitaminet flavin är ljuskänsligt, och ljus får flavin att binda till WC1, vilket ger en formförändring hos WC1 som i sin tur ger proteinet en annan funktion. WC1 anses således ha betydelse för svampens ljuskänslighet.
Dygnsrytmen hos Neurospora genereras genom att WC1 och WC2 tillsammans bildar WCC, som fungerar som en transkriptionsfaktor som leder till att cellen börjar uttrycka proteinet FRQ. Detta sker under dagen, och under dagen når FRQ-mRNAt sin topp. Några timmar senare, på den subjektiva sena eftermiddagen, når FRQ-proteinet sin maximala koncentration. Två FRQ-molekyler och en molekyl av enzymet FRH bildar tillsammans ett komplex som hämmar aktiviteten hos WCC. När WC1 ingår i WCC hämmar det dessutom transkriptionen av WC2, men när FRQ/FRH-komplexet hämmar WCC ökar transkriptionen av WC2. FRQ fosforyleras, det vill säga får fosfatgrupper påsatt på sig, av ett antal olika enzymer, och när FRQ fosforylerats till en viss nivå bryts det ner av cellen. Den kombinerade effekten av nedbrytning av FRQ samtidigt som FRQ har hämmat WCC med minskad nybildning av FRQ som följd, medför att FRQ-halten i cellen minskar, och den når sin lägsta nivå runt midnatt. Minskningen av FRQ leder till att WCC-aktiviteten ökar, och så kan cykeln börja om.

### Den biologiska klockan hos växter

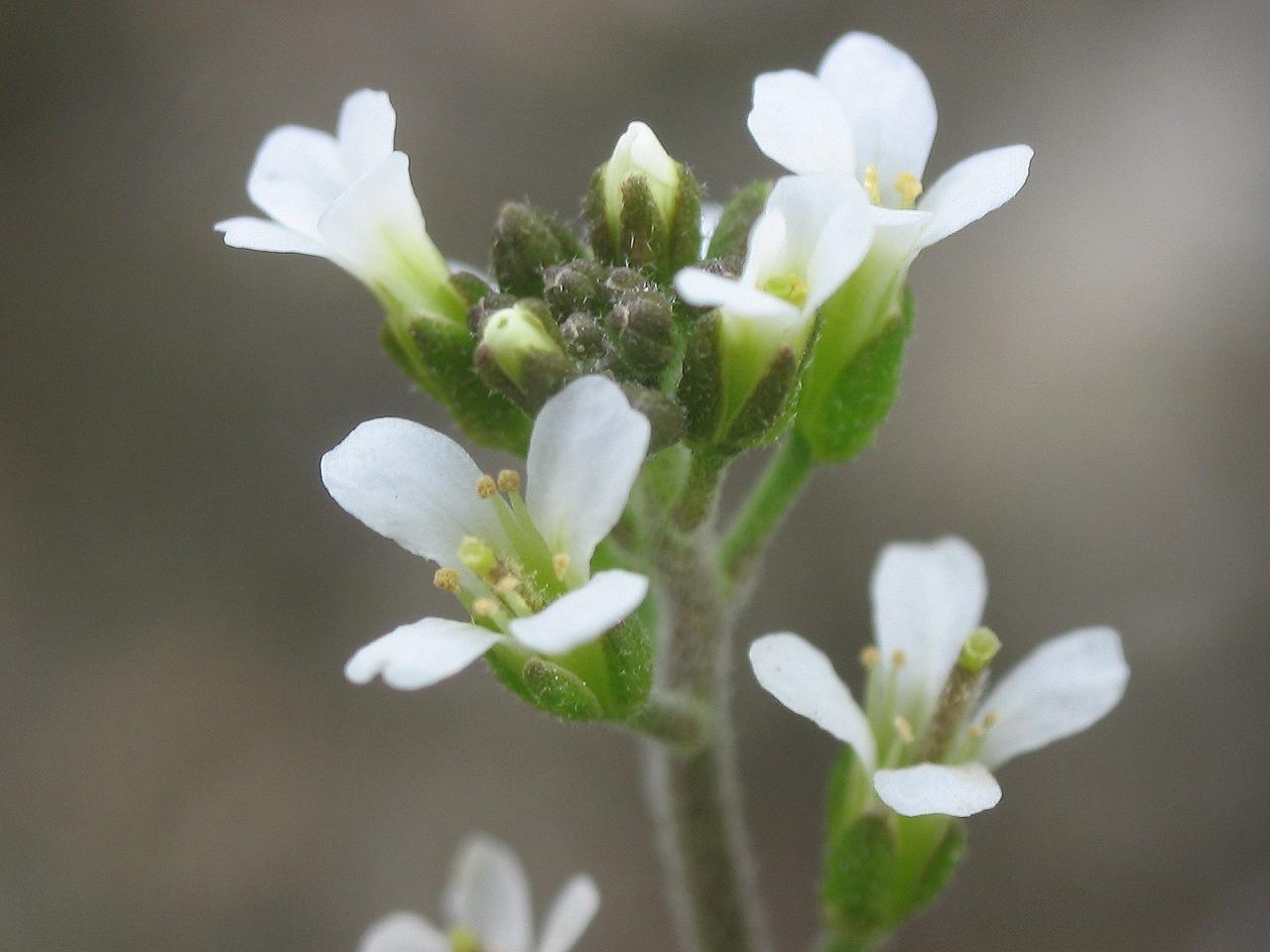
Backtrav, Arabidopsis thaliana.

Den i växtriket mest studerade växten inom dygnsrytmforskningen är backtrav, Arabidopsis thaliana. Växter använder, liksom cyanobakterier, information om tid på dygnet bland annat för att styra sin fotosyntes. Framför allt är förmågan att förutse dagen viktig om växten växer i en miljö där dagarna är korta. Växter som växer i en miljö där daglängden varierar kraftigt under året har ofta en dygnsrytm som är betydligt mycket längre än 24 timmar. Detta antas bero på att organismer med en lång periodlängd är bättre på att anpassa sig till förändringar som när gryningen inträffar. Hos backtrav som växer vid en hög latitud har periodlängder upp mot över 28 timmar observerats. En förlängd dygnsrytm leder också till försenad blomning, vilket minskar risken för att den blommande växten tar skada vid sena frostnätter.

Precis som hos svampar och djur (se nedan) bygger den biologiska klockan hos växter på ett antal sammankopplade oscillatorer, där proteiner på ett rytmiskt sätt direkt eller indirekt påverkar bildningen av sig själva. 

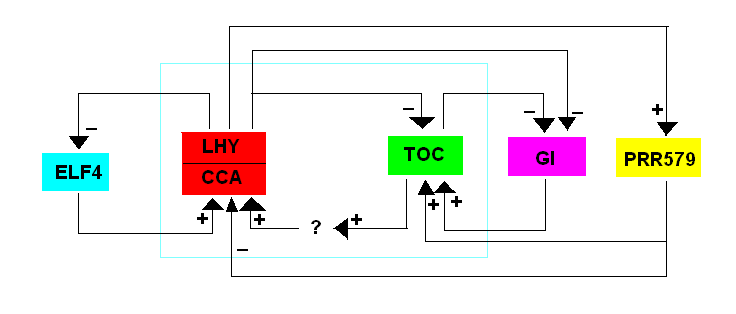
En förenklad bild av de viktigaste komponenterna i växterns inre klocka.

Den centrala loopen hos växter tros utgöras av proteinerna TOC1 (Timing of CAB1), LHY (Late elongated hypocotyl) och CCA1 (Circadian and clock associated 1). TOC1 är en transkriptionsfaktor som ökar växtcellens uttryck av en mängd olika gener, bland annat generna för LHY och CCA1. Dessa hämmar i sin tur uttrycket av TOC1. TOC1 bryts dessutom ner av cellen via proteinet ZTL (Zeitlupe). När TOC1 minskar, minskar också LHA och CCY1, och det leder till en ökning av TOC1. Denna ökning leder i sin tur till en ökning av LHA och CCY1, så att TOC1 slutar bildas. Detta är den centrala loopen, men det finns också åtminstone två andra: CCA1/LHY hämmar också andra gener, till exempel ELF4 (Early Flowering 4), som i sin tur liksom TOC1 ökar bildningen av CCA1/LHY, och CCA1/LHY ökar också uttrycket av en tredje grupp gener (PRR; Pseudo Response Regulators 5, 7 och 9) som i sin tur hämmar CCA1/LHY. Centralt i alla dessa oscillatorer verkar alltså CCA1 och LHY vara, och dessa påverkar sedan cellens uttryck av andra gener, vars produkter påverkar CCA och LHY på motsatt sätt. Den biologiska klockan hos växter är känslig för ljus och temperaturförändringar. Ett antal olika proteiner i klockan kan ha betydelse för ljuskänsligheten. Växter har flera ljuskänsliga pigment, som kan öka uttrycket av LHY och CCA1, och även nedbrytningen av TOC1 kan hämmas av ljus.

### Den biologiska klockan hos leddjur och blötdjur

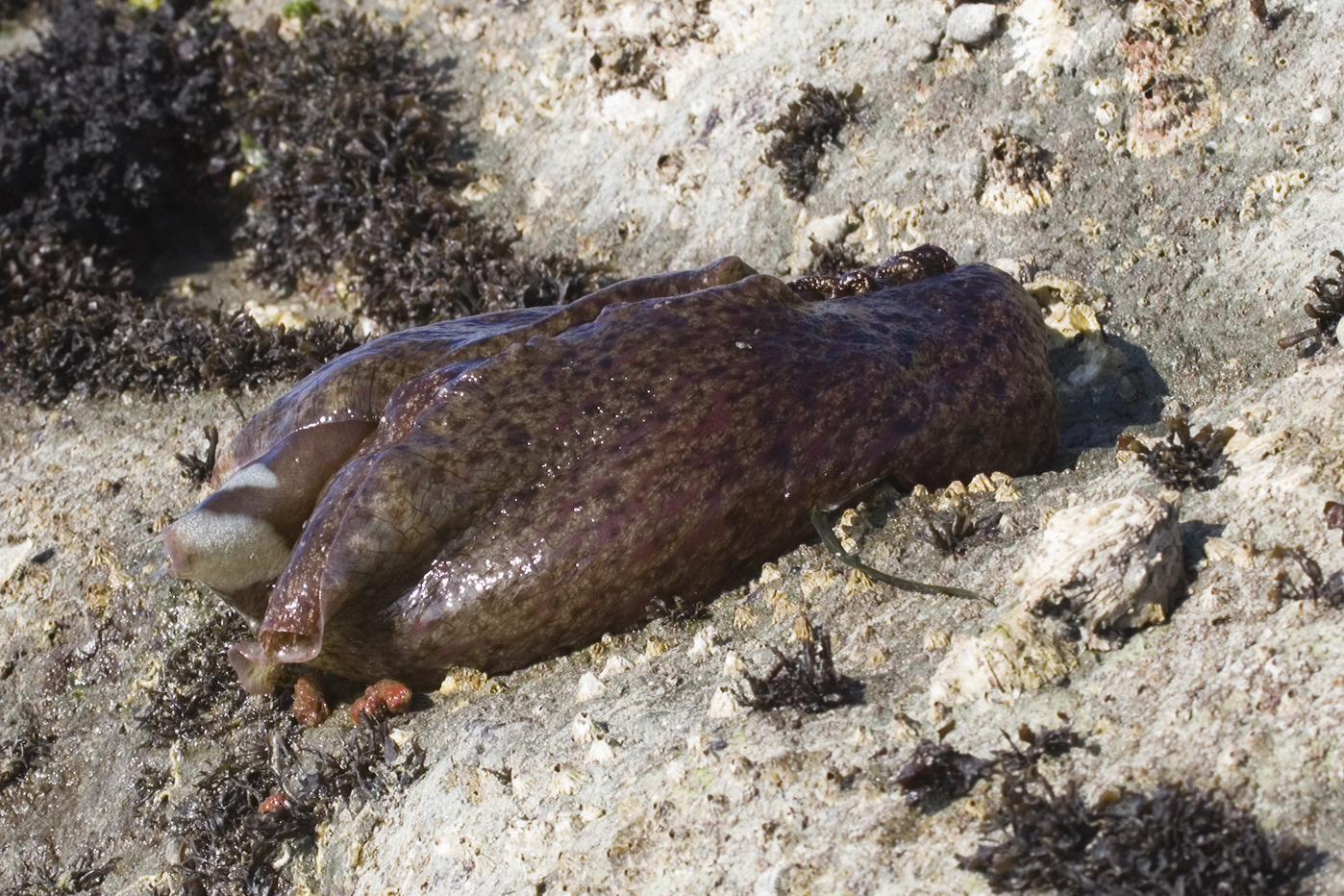
Hos sjöharen, Aplysia californica, sitter den inre klockan i ögonen.

Överlag är klockmekanismen relativt väl konserverad inom djurvärlden, det vill säga, skillnaderna i klockans struktur och funktion mellan leddjur och däggdjur är relativt små jämfört med skillnaderna mellan leddjur och växter eller svampar. Precis som hos alla kända organismer utom cyanobakterier bygger den inre klockan hos djur på att särskilda klockproteiner direkt eller indirekt hämmar uttrycket av sig själva, så att halten av dessa klockproteiner i cellerna oscillerar under dygnet. Till skillnad från alla ovan beskrivna organismgrupper finns dock bland leddjur och högre djur en särskild anatomisk struktur i nervsystemet med nervceller som är speciellt anpassade för att alstra en dygnsrytm. Hos insekter styrs bland annat motorisk aktivitet, när på dygnet insekten tar sig ur puppan, navigering efter solljus och äggläggning.

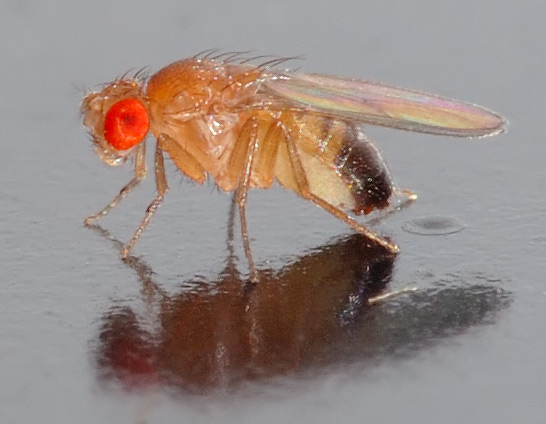
Bananflugan, Drosophila melanogaster, är en viktig studieorganism för forskning om insekters dygnsrytm.

Hos blötdjur är dygnsrytmen framför allt studerad bland sjöharar och hos havssnigeln Bulla gouldiana. Hos båda dessa blötdjur har synnerven en viss spontanaktivitet, som varierar över dygnet och följer den inre klockan. Det är denna spontanaktivitet som mätts i studier. Själva cellerna som alstrar dygnsrytmen sitter hos båda dessa blötdjursarter i näthinnan, och dessa cellers vilomembranpotential varierar beroende på den inre klockan. Eftersom nervcellers benägenhet att skicka iväg nervsignaler beror på deras vilomembranpotential, kommer antalet nervimpulser i synnerven att bero på tiden på dygnet, och det är dessa nervimpulser som signalerar tiden på dygnet till resten av organismen.
Hos insekter är bilden något komplexare, eftersom olika insektsarter skiljer sig något mer åt vad gäller dygnsrytmens alstrande och sätet för centralklockan. Insektshjärnan består av två synlober och två cerebrallober. Hos kackerlackor och syrsor sitter klockan i synloben, medan den sitter i cerebralloben hos till exempel silkesmaskar. Den inre klockans signaler vidarebefordras sannolikt till resten av organismen via signalsubstansen PDF(Pigment Dispersing Factor).

Den centrala oscillatorn som ligger bakom klocksignalen hos insekter alstras huvudsakligen genom att fyra proteiner interagerar med varandra. Dessa heter CLK (CLOCK), CYC (CYCLE), PER (PERIOD) och TIM (TIMELESS).  CLK och CYC kan binda till varandra och på så sätt bilda en transkriptionsfaktor; CLK:CYC. 

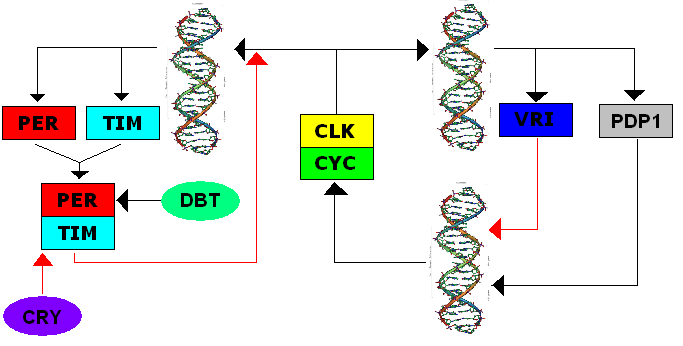
Den biologiska klockan hos fruktlugan, D melanogaster. CLOCK(CLK) och CYCLE(CYC) ökar produktionen av PERIOD(PER) och TIMELESS(TIM), som i sin tur hämmar CYC. CLK:CYC ökar också transkriptionen av VRI ocgh PDP1, som också påverkar transkriptionen av CYC.

Tidigt på morgonen aktiverar denna transkriptionsfaktor uttrycket av proteinerna TIM och PER. Initialt under dagen fosforyleras PER av enzymet DBT (DOUBLETIME) och bryts ner. När halten av TIM ökar kan dock TIM och PER binda till varandra. Då TIM hämmas av ljus sker dock detta först vid mörkrets inbrott. En viktig funktion hos TIM är att förhindra nedbrytning av PER. PER och TIM går in i cellkärnan där de binder till CLK:CYC-tranksriptionsfaktorn och hämmar denna. Det leder till en minskning av cellens uttryck av PER och TIM. Samtidigt kommer CLK:CYC att öka cellens uttryck av andra transkriptionsfaktorer, som i sin tur ökar uttrycket av CLK. Ökad mängd CLK och minskad mängd PER och TIM (på grund av att de bryts ner) startar om klockan igen. Både ljus och temperatur påverkar halten av PER och TIM, och det är så man tänker sig att klockan kan vara känslig för ljus och temperatur som zeitgebers, eftersom en minskning i halten PER och TIM kommer att leda till en fasförsening om det sker på den cirkadianska kvällen, men ett fasavancemang om det sker på den cirkadianska efternatten.

### Den biologiska klockan hos ryggradsdjur
På molekylär nivå finns stora likheter mellan den inre klockan hos lägre djur, som till exempel leddjur, och ryggradsdjur. Vissa klockgener finns dock i olika många kopior hos ryggradsdjur jämfört med insekter, och det finns också skillnader i vissa geners specifika funktion i själva klockmekanismen. Samtidigt finns skillnader i hur klockan är anatomiskt organiserad. Sådana skillnader finns också mellan olika grupper av ryggradsdjur. Själva anatomin för den inre klockan skiljer sig en hel del mellan olika undergrupper av ryggradsdjur. Hos de flesta ryggradsdjur finns det en central "huvudklocka", som beroende på specifik art kan sitta antingen i näthinnan (till exempel hos den afrikanska klogrodan, Xenopus laevis), i tallkottkörteln (som till exempel hos gråsparven, Passer domesticus) eller i den så kallade suprakiasmatiska kärnan i hypotalamus (som till exempel hos däggdjur). Bland såväl reptiler som fåglar existerar betydande skillnader inom respektive klass, även mellan närbesläktade individer. Hos vissa ryggradsdjur, som till exempel fiskar, är tallkottkörtelns celler ljuskänsliga i sig själva, medan de hos däggdjur endast bildar melatonin, men inte har förmågan att själva reagera på ljus. Hos nejonögon innehåller dessutom tallkottkörteln själva klockan, eftersom de blir arytmiska utan den, medan de närbesläktade pirålarna saknar tallkottkörtel och istället har sin klocka i den så kallade preoptiska hypotalamuskärnan. Hos benfiskar kan tallkottkörteln generera en egen dygnsrytm, även om det sannolikt även finns andra rytmgeneratorer. Hos en av de mest studerade benfiskarna, zebrafisken, har man dessutom funnit att även de klockor som finns i enskilda celler i fisken är direkt ljuskänsliga i sig själva, i likhet med insekter och de flesta andra ryggradsdjur men till skillnad från däggdjur. Det finns med andra ord stora skillnader även mellan olika fiskarter, och det är svårt att ge en fullständig systematisk översikt.
Hos däggdjur är situationen något överskådligare, eftersom den huvudsakliga och viktigaste klockan sitter i den suprakiasmatiska hypotalamuskärnan, förkortad SCN (från engelskans
suprachiasmatic nucleus), och all ljuskänslighet kommer från näthinnan. Även om en i allmänna massmedier för ett par år sedan flitigt citerad studie indikerade att även ljus i knävecken kunde påverka människors dygnsrytm, har flera senare studier som noggrannare kontrollerat för försökspersonernas ljusexponering för övrigt misslyckats med att reproducera dessa fynd. Att SCN är centrum för dygnsrytm hos däggdjur har bland annat kunnat visas i experiment där man visat att odlade nervceller från SCN bibehåller förmågan att själva generera rytmer, och att man kan ändra ett försöksdjurs dygnsrytm genom att transplantera SCN-celler från ett annat djur med en annan dygnsrytm. Den suprakiasmatiska kärnan är fullt kapabel att av sig själv generera en egen cirkadiansk rytm, men den tar emot ett flertal olika indata. Bland de viktigaste källorna till insignaler till klockan i SCN hör näthinnan, som levererar ljusinformation via den så kallade retinohypotalamiska banan som direkt förbinder näthinnan med SCN, raphekärnorna (en grupp nervcellssamlingar i hjärnstammen), som bland annat är inblandade i reglering av vakenhetsnivå och flera andra saker, och melatonin från tallkottkörteln. Även den laterala knäkroppen (en struktur i hjärnan som är inblandad i signalbehandling av syninformation från ögonen) vidarebefordrar information till SCN, dels information om ljus och dels information som har att göra med icke-ljusberoende entrainment. Till skillnad från informationen som förmedlas från ögonen direkt till SCN via den retinohypotalamiska banan verkar informationen som förmedlas via raphekärnorna och den laterala knäkroppen i första hand ha en modulerande funktion snarare än att direkt påverka dygnsrytmen åt något specifikt håll.
SCN delas in i en kärna (core) och ett skal (shell). Nervcellerna i de två delarna av SCN skiljer sig åt anatomiskt och med avseende på vilka signalsubstanser de uttrycker.. En troligtvis alltför förenklad hypotes de två delarnas funktion är att kärnan tar emot input och skalet genererar rytmen.

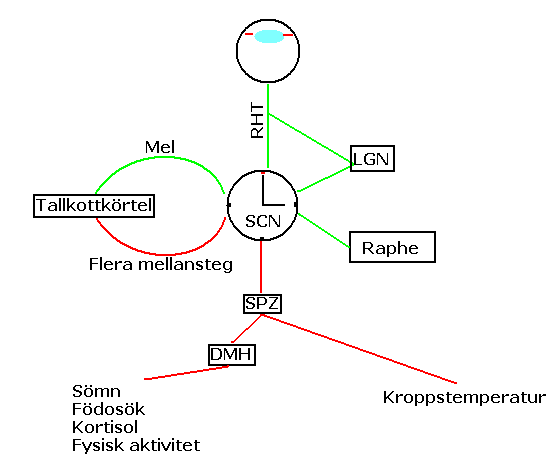
Förenklad schematisk bild av de viktigaste komponenterna i dygnsrytmgenerering hos däggdjur. Röda linjer symboliserar input till klockan och gröna linjer symboliserar output. SCN=Suprakiasmatiska kärnan, RHT=Retinohypotalamiska banan, LGN=Laterala knäkroppskärnan, SPZ=Subparaventrikulära zonen, DMH=Dorsomediala hypotalamus, Mel=Melatonin.

Den region av hjärnan som tar emot mest information från SCN är den så kallade subparaventrikulära zonen, som troligtvis agerar som en omkopplings- och förstärkningsstation för dygnsrytmssignalen. Dygnsrytmsignalen skickas sedan vidare till ett flertal olika delar av hjärnan, som har hand om olika dygnsrytmberoende skeenden. Dels skickar den subparaventrikulära zonen information om dygnsrytmen till DMH (dorsomediala hypotalamus, en annan omkopplingsstation) som i sin tur skickar signaler till sömn-vakenhetscentra och därigenom möjliggör för dygnsrytmen att påverka sömnen. Även fysisk aktivitet, födosökande och halten av hormonet kortisol är dygnsrytmberoende, och medieras via dorsomediala hypotalamus(vad gäller födosökandets dygnsrytmberoende finns det dock en del fynd som talar för att det i själva verket till och med alstras en specifik födodygnsrytm i dorsomediala hypotalamus; se ovan). Melatonininsöndring sker dock från tallkottkörteln, som får information från SCN via en komplicerad väg med flera mellansteg. Kroppstemperaturen regleras också av dygnsrytmen.
Melatonin har en viktig roll i dygnrytmsregleringen. Melatonin är ett mörkerhormon, och det insöndras från tallkottkörteln under dygnets mörka del, både hos dag- och nattaktiva djur. Melatonininsöndringen styrs av klocksignalen från den inre klockan, men melatonin är också en potent zeitgeber för den inre klockan, och SCN innehåller rikligt med melatoninreceptorer, vilka vilka melatonin kan verka på klockan på motsatt sätt som ljus. Melatonin vidarebefordrar också information om dygnsrytmen till resten av kroppen.

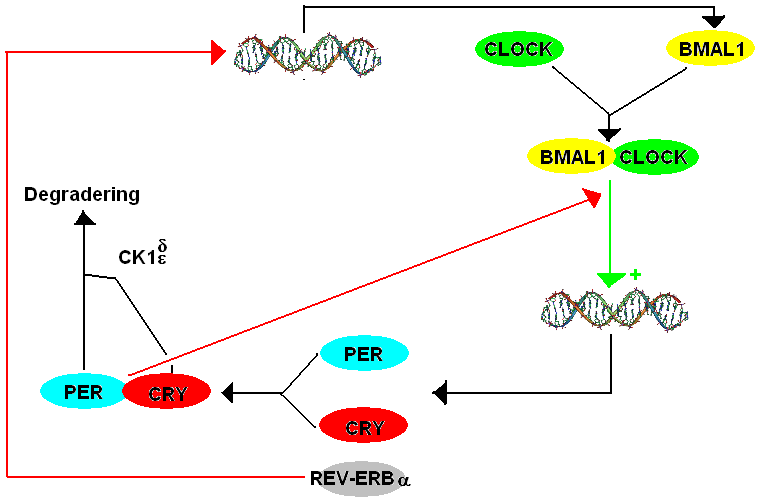
Mekanismen bakom dygnsrytm hos däggdjur. PER=Period; CRY=Cryptochrome; BMAL1=Brain and Muscle ARNT-like 1; CK=Kaseinkinas. Röda pilar symboliserar hämning och gröna stimulering.

Den molekylära mekanism som alstrar klocksignalen i SCN hos högre djur liknar till stor del den mekanism som också alstrar klocksignalen hos lägre djur, som till exempel leddjur (se ovan). Flera av generna hos fruktflugor har motsvarigheter även hos ryggradsdjur. Proteinerna BMAL1 och CLOCK bildar tillsammans ett komplex som fungerar som en transkriptionsfaktor. Tidigt på morgonen börjar de öka transkriptionen av proteinerna PERIOD och CRYPTOCHROME. Dessa bildar också ett komplex med varandra, som i sin tur hämmar CLOCK:BMAL1-komplexet och därmed också sin egen transkription. Samtidigt kopplar enzymer (kaseinkinas 1δ och ε) på fosfatgrupper på PERIOD och CRYPTOCHROME, vilket markerar dem för nedbrytning. När halterna av dem minskar släpper deras hämning på CLOCK:BMAL1-komplexet, och cykeln kan börja om. CLOCK-BMAL1-komplexet ökar också cellens uttryck av REV-ERBα, som hämmar transkriptionen av BMAL1, i en annan feedbackloop.

## Metoder för att studera dygnsrytmer
Ett antal metoder har utvecklats för att observera dygnsrytmer. Vanligtvis bygger de på att man observerar något skeende hos organismen som varierar med dygnsrytmen, och eftersom detta skiljer sig mellan olika organismer skiljer sig också metoderna för att mäta dygnsrytm något mellan olika organismer. Man har med andra ord tillgång till andra metoder för att observera dygnsrytm hos en människa än vad man har för att observera dygnsrytm hos en cyanobakterie. För att studera dygnsrytm hos högre organismer, till exempel människor, krävs ofta att man skiljer dygnsrytmen från vilo-aktivitetsrytmen. Det gör man för att säkert kunna uttala sig om en regelbunden cyklisk process verkligen orsakas av en dygnsrytm snarare än av till exempel växlingar mellan sömn och vakenhet. En vanlig experimentell metod för att uppnå detta är så kallad forcerad desynkroni (forced desynchrony), vilket innebär att man låter försökspersonen eller försöksdjuret leva med en artificiell dygnslängd som antingen är för lång eller för kort för att den inre klockan ska kunna anpassa sig genom entrainment. På så sätt kommer sömn och vakenhet att inträffa under olika cirkadiska faser, och man kan sedan skilja ut vilka fysiologiska fenomen som beror på vad.. För att förhindra maskeringsfenomen, det vill säga att ljus eller aktivitet har akuta effekter på de fysiologiska parametrar man vill studera som inte har med dygnsrytmen i sig själv att göra, använder man sig ofta av en undersökningsmiljö där man kan hålla yttra parametrar som ljus, kroppsposition och liknande konstanta, och där man låter försökspersonerna leva efter ett väldigt strikt schema, vars detaljerade utseende beror på studiens syfte. Eventuella skillnader över tid i de parametrar man studerar kan då lättare härföras till dygnsrytmer. Sådana studieprotokoll brukar i litteraturen benämnas constant routine-protokoll.

### Metoder som bygger på biokemi och/eller cellbiologi

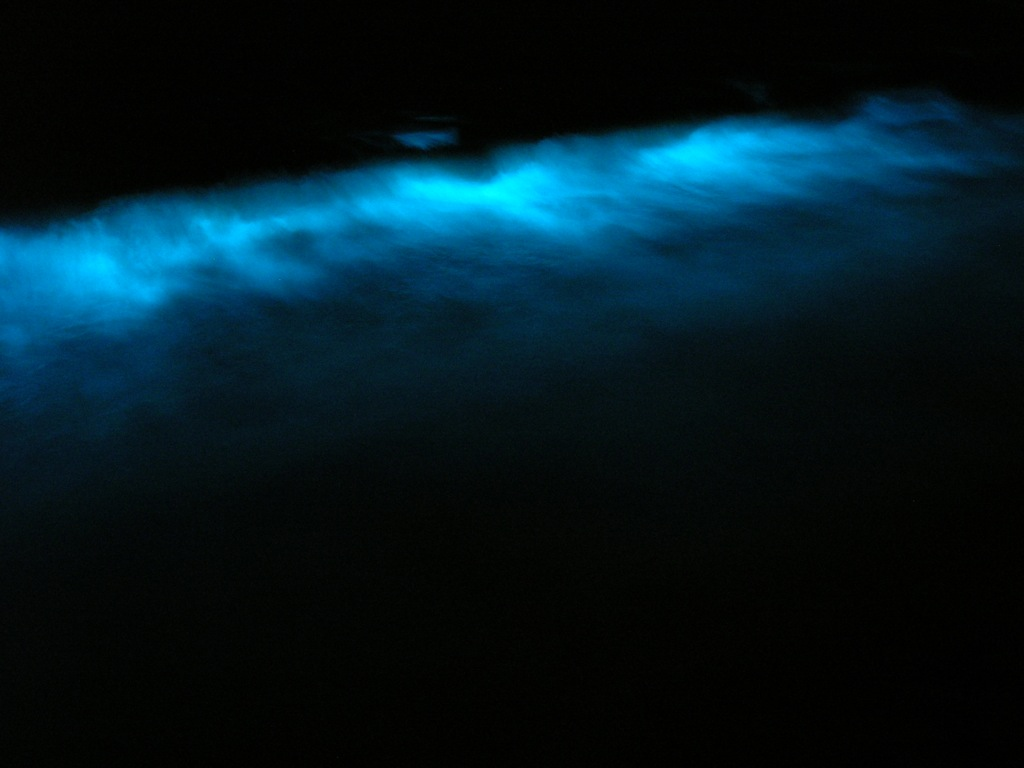
Dinoflagellater är små encelliga alger som alstrar ljus på ett dygnsrytmberoende sätt. Denna egenskap kan man med genteknik kopiera till andra organismer.

Det finns ett flertal metoder att mäta dygnsrytmer med hjälp av biokemiska metoder. I studiet av enskilda celler var en tidig metod att mäta halten av mRNA (en slags "förlaga" som celler använder när de ska bilda proteiner från en gen) för olika dygnsrytmproteiner, men det är en krånglig metod som kräver att cellen förstörs i samband med analysen. En modernare, och enklare, metod är att studera dygnsrytm genom att man genetiskt modifierar organismen genom att sätta in en så kallad "rapportörgen" i cellens arvsmassa alldeles bredvid genen för ett dygnsrytmprotein. Effekten blir då att cellen uttrycker rapportörgenen samtidigt som den uttrycker dygnsrytmproteinet. Rapportörgenen är ofta en gen som bildar ett ämne vars effekt på organismen är lätt att mäta. En vanlig rapportörgen är luciferas, det enzym som bland annat eldflugor använder för att lysa. På så sätt kan man få organismen man studerar att lysa med en ljusintensitet som beror på dess dygnsrytm.
Hos växter är det också möjligt att studera fotosyntesberoende skeenden som dygnsrytmmarkörer, eftersom fotosyntesen är dygnsrytmberoende.

### Metoder som bygger på fysiologi
Hos människor och andra däggdjur är en vanlig metod att studera halten av olika hormoner, framför allt melatonin och kortisol, som båda har en tydlig dygnsrytmvariation. Kortisol har en tydlig topp på morgonen, och börjar stiga strax innan uppvaknandet, medan melatonin stiger i samband med den subjektiva natten och sjunker i samband med den subjektiva morgonen. Melatoninhalten är som högst nattetid hos både dag- och nattaktiva organismer. Melatonin mäts vanligen i saliv, och ett vanligt sätt att använda det i dygnsrytmbestämningar är att bestämma den tidpunkt då melatoninhalten hos en patient/försöksperson som befinner sig i mörker når över ett visst gränsvärde som ett mått på tidpunkten för den subjektiva nattens början(Dim Light Melatonin Onset, DLMO). En tredje vanligt studerad parameter är kroppstemperatur, som också följer en dygnsrytm. Hos människor är kroppstemperaturen lägre på natten än på dagen, och når sin allra lägsta punkt tidigt på morgonen. I jämförelser mellan dessa olika metoder för att skatta dygnsrytm ger metoder som bygger på melatoninrytm generellt sett mest reproducerbara data.

### Metoder som bygger på beteende
Då djurs och människors vilo-/aktivitetsmönster påverkas av dygnsrytmen faller det naturligt att undersöka hur vilo- och aktivitetsperioder är fördelade över dygnet. En vanlig metod för att göra detta hos människa är med hjälp av så kallad aktigrafi, vilket innebär att en bärbar accelerometer med inbyggd klocka och minne fästs på personen. Denna registrerar sedan fysisk aktivitet kontinuerligt och kan plotta detta mot tiden i ett så kallat aktigram. En svaghet med metoden är dock att även andra faktorer än biologisk dygnsrytm påverkar vilo-aktivitetsrytmen under dygnet. Det finns ett antal olika algoritmer för att omvandla informationen från accelerometern till aktivitetsinformation, och de olika algoritmerna har delvis olika styrkor och svagheter. Även hos djur kan man utföra aktigrafi. En vanlig metod för aktigrafi hos gnagare är till exempel att registrera aktiviteten i ett löphjul i djurets bur som funktion av tiden på dygnet.
Hos människor finns det också olika typer av frågeformulär för självskattning av dygnsrytm. Detta rör sig dels om så kallade sömndagböcker, där man under en viss tid får fylla i tider för sänggående, insomnande, uppvaknande och uppstigande, och dels om specifika frågeformulär med syfte att studera en individs dygnsrytm. Dessa frågeformulär består oftast av frågor där respondenten ombeds skatta vid vilken tid på dygnet han/hon skulle föredra att göra olika aktiviteter, och vilken grad av obehag respondenten skulle uppleva av detta. Vanligt använda skalor är Horne-Östberg Morningness-Eveningness Scale, Torsvall-Åkerstedt Diurnal Type Scale och Munich Chronotype Questionnaire. Även om frågeformulär skattar en persons beteende, som även kan styras av andra faktorer än den biologiska klockan, har man kunnat visa förhållandevis god överensstämmelse mellan resultat på frågeformulär och inre biologisk rytm.

## Biologiska processer som påverkas av dygnsrytm
Ett flertal processer hos levande organismer styrs av dygnsrytmer, direkt eller indirekt, och detta gäller både biokemiska processer som fotosyntes hos växter eller kvävefixering hos bakterier till mer avancerade beteenden hos högre organismer. En vanlig grundläggande mekanism för detta är att uttrycket vissa gener varierar på ett dygnsrytmberoende sätt.

### Dygnsrytm och ämnesomsättning
Ämnesomsättning omfattar processer där näringsämnen tas upp och omvandlas till andra substanser eller där energi från näringsämnen eller andra källor (till exempel ljus hos fotosyntetiskt aktiva organismer) utvinns eller lagras. Det finns flera exempel på kopplingar mellan dygnsrytm och metabolism, och dessa kopplingar verkar existera åt båda hållen. Med andra ord påverkar dygnsrytmen en organisms metabolism, och olika metabola skeenden påverkar i sin tur dygsnrytmen. Växter vars inre klockas period överensstämmer med periodlängden hos ljus-mörkercykeln har effektivare fotosyntes och innehåller mer klorofyll än växter där överensstämmelsen mellan inre klocksignal och objektiv tid på dygnet är sämre. Bland annat påverkas växters avgivning av isoprener och näringsupptag. Redan innan det blir ljust på morgonen ökar växter bildningen av de proteiner som behövs för fotosyntesen. Under natten bryts stärkelse ner för att ge energi åt växtens metabolism, och nedbrytningshastigheten styrs av växten efter när den förväntar sig att gryningen ska komma.
Flercelliga organismer, inklusive människor, uttrycker klockproteiner i flera olika vävnader. Ett flertal biokemiska processer med koppling till metabolism varierar beroende på dessa inre klockor. Hit hör bland annat kolesterol- och glukosmetabolism. Ämnesomsättningen och klockproteinerna interagerar med varandra åt båda håll, så att dygnsrytmen styr ämnesomsättningen och ämnesomsättningen kan påverka dygnsrytmen.

## Forskningshistoria
Den äldsta kända vetenskapliga beskrivningen av en cirkadiansk process är från 300-talet f.Kr. Där berättar den grekiske geografen Androsthenes hur vissa växter öppnar och stänger sina blad beroende på vilken tid på dygnet det är. Att fysiologiska processer varierade över dygnet även hos människor var känt sedan länge (exempelvis sömn/vakenhet), och John Wren presenterade en humoralpatologisk lära kring detta, enligt vilken var och en av de fyra kroppsvätskorna hade kontrollen över människan i sex timmar. De första mer systematiska studierna av dygnsrytmen gjordes 1729 av den franske biologen och astronomen Jean-Jacques d'Ortous de Mairan, som studerade bladöppningar och stängningar hos växter i konstant mörker. Under en lång tid rådde oenighet om huruvida dygnsrytmer verkligen alstrades av organismerna själva, eller om dessa kände av någon omgivningsfaktor som man dittills inte kontrollerat i experiment, till exempel förändringar i jordens magnetfält när den roterar runt sin axel. Man har dock i senare studier kunnat visa att den inre klockans egenskaper går att påverka på en mängd olika sätt som inte överensstämmer med hur det borde vara om endast externa faktorer bidrog till organismers dygnsrytm. År 1972 lyckades man lokalisera den inre klockan hos däggdjur till en anatomisk struktur i hjärnan, den så kallade suprakiasmatiska kärnan. På senare tid har framför allt molekylärgenetiska metoder gjort att man fått en större förståelse av de gener som kodar för olika delar av de komplexa system som reglerar dygnsrytmen hos olika organismer.

## Cirkadisk klocka
Cirkadisk klocka är en benämning på den biologiska klocka som styr dygnsrytmen.
Den cirkadiska klockan har en viktig roll i att reglera den normala vakenheten och sömnen, vilket gör att daglevande djur vaknar i gryningen och blir trötta när mörkret faller, medan nattlevande djur blir sömniga vid gryningen och vaknar vid skymningen. Hos vissa blommande växter kan samma klocka få blomman att öppna sig mot ljuset på dagen men sluta sig mot mörker på kvällen, till exempel mimosa. Näringsomsättningen och fotosyntesen i växter styrs av klockan; under dygnet varierar upptaget och omsättningen av flera ämnen.
Hos människan utgörs den cirkadiska klockan av dygnsrytmskärnan i hypotalamus, som reglerar utsöndringen av hormonfrisättande hormoner, och som reagerar på retinala ganglieceller, ett slags fotoreceptorer i ögat. Ljuset som når ögat kommer därför att inverka på nivåerna av flera peptider och hormoner, till exempel kortisol, prolaktin, tillväxthormon, och melatonin. Genuttrycket hos flera gener styrs också av klockan, till exempel kan en del växter producera mer pigment på morgonen för att skydda sig mot solen.